# Who Made Who World Tour
Who Made Who World Tour – dziesiąta trasa koncertowa grupy muzycznej AC/DC obejmująca wyłącznie Amerykę Północną, w jej trakcie odbyły się czterdzieści trzy koncerty.

## Program koncertów
1. "Who Made Who"
2. "Shot Down In Flames"
3. "Dirty Deeds Done Dirt Cheap"
4. "Back in Black"
5. "Fly on the Wall"
6. "She’s Got the Balls"
7. "Jailbreak"
8. "The Jack"
9. "Shoot To Thrill"
10. "You Shook Me All Night Long"
11. "Whole Lotta Rosie"
12. "Let There Be Rock"
13. "Highway To Hell"
14. "T.N.T."
15. "Hells Bells"
16. "For Those About To Rock (We Salute You)"

## Lista koncertów
1. 30 lipca 1986 – Nowy Orlean, Luizjana, USA – Lakefront Arena
2. 31 lipca 1986 – Nowy Orlean, Luizjana, USA - Lakefront Arena
3. 1 sierpnia 1986 – Shreveport, Luizjana, USA – Hirsch Memorial Coliseum
4. 2 sierpnia 1986 – North Little Rock, Arizona, USA – Barton Coliseum
5. 3 sierpnia 1986 – Kansas City, Missouri, USA – Kemper Arena
6. 5 sierpnia 1986 – Fort Worth, Teksas, USA – Tarrant County Convention Center
7. 6 sierpnia 1986 – Houston, Teksas, USA – The Summit
8. 7 sierpnia 1986 – San Antonio, Teksas, USA – HemisFair Arena
9. 9 sierpnia 1986 – Tucson, Arizona, USA – Tucson Convention Center
10. 10 sierpnia 1986 – Phoenix, Arizona, USA – Compton Terrace Amphitheater
11. 11 sierpnia 1986 – Paradise, Nevada, USA – Thomas & Mack Center
12. 12 sierpnia 1986 – San Diego, Kalifornia, USA – San Diego Sports Arena
13. 13 sierpnia 1986 – Laguna Hills, Kalifornia, USA – Irvine Meadows Amphitheatre
14. 15 sierpnia 1986 – Daly City, Kalifornia, USA – Cow Palace
15. 16 sierpnia 1986 – Sacramento, Kalifornia, USA – California Exposition & State Fair
16. 18 sierpnia 1986 – Portland, Oregon, USA – Memorial Coliseum
17. 19 sierpnia 1986 – Seattle, Waszyngton, USA – Seattle Center Coliseum
18. 20 sierpnia 1986 – Spokane, Waszyngton, USA – Spokane Coliseum
19. 22 sierpnia 1986 – Calgary, Kanada – Olympic Saddledome
20. 23 sierpnia 1986 – Edmonton, Kanada – Northlands Coliseum
21. 25 sierpnia 1986 – Winnipeg, Kanada – Winnipeg Arena
22. 26 sierpnia 1986 – Bismarck, Dakota Północna, USA – Bismarck Civic Center
23. 27 sierpnia 1986 – Rapid City, Dakota Południowa, USA – Rushmore Plaza Civic Center
24. 28 sierpnia 1986 – Sioux Falls, Dakota Południowa, USA – Sioux Falls Arena
25. 29 sierpnia 1986 – Bloomington, Minnesota, USA – Met Center
26. 30 sierpnia 1986 – East Troy, Wisconsin, USA – Alpine Valley Music Theatre
27. 2 września 1986 – Kalamazoo, Michigan, USA – Wings Stadium
28. 3 września 1986 – St. Louis, Missouri, USA – Kiel Auditorium
29. 4 września 1986 – Hoffman Estates, Illinois, USA – Poplar Creek
30. 5 września 1986 – Fort Wayne, Indiana, USA – Allen County War Memorial Coliseum
31. 6 września 1986 – Thornville, Ohio, USA – Buckeye Lake Music Center
32. 9 września 1986 – Cincinnati, Ohio, USA – Riverbend Music Center
33. 10 września 1986 – Cuyahoga Falls, Ohio, USA – Blossom Music Center
34. 11 września 1986 – Detroit, Michigan, USA  – Joe Louis Arena
35. 12 września 1986 – Toronto, Kanada – Exhibition Stadium
36. 13 września 1986 – Montreal, Kanada – Montreal Forum
37. 14 września 1986 – Portland, Oregon, USA – Cumberland County Civic Center
38. 15 września 1986 – Filadelfia, Pensylwania, USA – Wachovia Spectrum
39. 16 września 1986 – Filadelfia, Pensylwania, USA - Wachovia Spectrum
40. 17 września 1986 – Worcester, Massachusetts, USA – Worcester Centrum
41. 18 września 1986 – Worcester, Massachusetts, USA - Worcester Centrum
42. 19 września 1986 – Providence, Rhode Island, USA – Providence Civic Centre
43. 20 września 1986 – Uniondale, Nowy Jork, USA – Nassau Veterans Memorial Coliseum

## Źródła
- acdc-bootlegs.com -- information about AC/DC bootlegs, AC/DC concerts, and AC/DC trading. acdc-bootlegs.com. [zarchiwizowane z tego adresu (2009-06-17)].